# Коїмбрський університет
Кої́мбрський університе́т (порт. Universidade de Coimbra; лат. Universitas Conimbrigensis) — державний університет у Португалії. Розташований у муніципалітеті Коїмбра. Найстаріший університет країни, один з найдавніших у Європі. Заснований 1290 року як Лісабонський університет за правління короля Дініша. Остаточно перенесений на сучасне місце 1537 року за наказом короля Жуана III. Підпорядковується Міністерству науки, технології і вищої освіти. Має чотири кампуси. Поділяється на такі факультети: гуманітарний; юридичний; медичний; наук і технологій; фармацевтичний; економічний; психології та педагогіки; спорту і фізкультури. Має магістратуру й аспірантуру. При університеті діють ряд науково-дослідних інститутів та музеїв. Університетська бібліотека є однією з найстаріших і найбагатших на континенті. Об'єкт Світової спадщини ЮНЕСКО (2013). Абревіатура — UC.

## Назва
- Лісабонський університет — назва за місцем розташування у Лісабоні в 1290—1308, 1338—1354, 1377—1537 роках.
- Коїмбрський університет — назва за місцем розташування у Коїмбрі в 1308—1338, 1354—1377; з 1537 року — постійна назва.

## Історія
Університет було засновано в Лісабоні 1290 року португальським королем Дінішем. Королівська хартія «Scientiae thesaurus mirabilis» за 1 березня 1290 року проголошувала заснування цього університету. 9 серпня 1290 року папа Миколай IV підтвердив заснування університету папською буллою. 1308 року університет було переведено до Коїмбри, де вже існувала традиція освітніх закладів і діяла школа монастиря Санта Крус. Університет розмістився тоді в районі сучасної університетської бібліотеки. 1338 року, під час правління Афонсу IV, університет знову було переведено до Лісабона, а 1354 року — знову повернуто до Коїмбри, цього разу в центр міста. За правління Фернанду I університет знову помандрував до Лісабона, де залишався півтора століття. 1537 року Коїмбрський університет остаточно опинився у Коїмбрі за розпорядженням короля Жуана III. Крім того, Жуан III заснував стипендії, аби уможливити студентам стажуватися в закордонних університетах. Він також запросив до університету ерудита і гуманіста Андре де Гувейю, який до цього працював у Парижі. Андре де Гувейя в свою чергу запросив до університету багатьох професорів, серед яких були французький теолог і гуманіст Елі Віне, математик Педро Нуньєс, правник та фахівець з грецької мови Дієго де Теве та ін.
1580 року Португалія потрапила під владу Іспанії, тож новий (шостий) статут університету прийшов з Мадрида. 1634 року, за правління іспанського короля Філіпа IV, університет було перебудовано. Було споруджене велике приміщення у вигляді літери «П» з чималим внутрішнім двором, до якого і зараз можна потрапити через Залізну браму (порт. Porta Férrea), споруджену того ж 1634 року. Внутрішній двір оточений університетськими приміщеннями з півночі, заходу і сходу, тоді як південна сторона утворює своєрідну терасу, з якої відкривається чудова панорама на місто Коїмбру та на річку Мондего.
1640 року Португалія відновила свою незалежність і наступного року вийшов новий університетський статут, який скасовував іспанські порядки.
Поряд з університетською капеллою в 1716—1723 роки було споруджено приміщення бібліотеки Жуаніни, яку проектували за зразком Віденської придворної бібліотеки. Будівництвом опікувалася дружина короля Жуана V, яка походила з Австрії.
У 1728–1733 роки на території кампусу було споруджено Високу вежу (33 м) за проєктом архітектора Жуана Фредеріку Людовісе, яка стала символом університету й усього міста Коїмбра. У вежі зберігся відомий дзвін «Коза» (порт. cabra), який в минулому щодня сповіщав студентів про початок та кінець занять.
Восьмий статут університету було прийнято 1772 року, за яким головними предметами уперше стали природничі науки, потіснивши традиційні теологію, право та філологію. У зв'язку з цим бібліотеку Жуаніну було поповнено 12 000 томів наукової літератури, переважно з природничих наук. В тому ж році засновано ботанічний сад.
1911 року було затверджено новий статут університету, за яким йому було вперше надано певну автономію та створено можливості студіювати навіть для найбідніших.
У 1942—1969 роках університет зазнав великої перебудови у зв'язку з тим, що було знесено велику частину старого міста Коїмбри. Тоді було споруджено нові корпуси медичного та філософського факультетів, а також приміщення нової Загальної бібліотеки (порт. Biblioteca Geral).
Після повалення диктатури в 1974 році університет було реформовано й демократизовано.
Сучасний статут університету діє з 1989 року.

## Структура
Сьогодні Коїмбрський університет має 8 факультетів, а саме:
- Гуманітарний (Faculdade de Letras)
- Юридичний (Faculdade de direito)
- Медичний (Faculdade de medicina)
- Технологічний (Faculdade de Ciências e Tecnologia)
- Фармацевтичний (Faculdade de Farmácia)
- Економічний (Faculdade de Economia)
- Психології та педагогіки (Faculdade de Psicologia e Ciências da Educação)
- Фізичної культури й спорту (Faculdade de Ciências do Desporto e Educação Física)

бібліотека
- Бібліотека Жуаніна — історична бібліотека Коїмбрського університету, що є складовою частиною сучасної університетської бібліотеки.

сад
- Ботанічний сад Коїмбрського університету

## Ректори
- 1400—1404: Жуан Реграський
- 1557—1560: Мануел де Алмада-Мінезіш

## Викладачі та випускники університету
- Жозе де Аншієта — іспанський священик, перший бразильський письменник, апостол Бразилії.
- Жозе Афонсу — португальський поет і музикант.
- Жозе-Марія Еса де Кейрош — письменник.
- Грегоріу де Матос — бразильський поет і письменник.
- Мануель Арруда да Камара — бразильський біолог XVIII ст.
- Джордж Б'юкенен — шотландський історик та гуманіст XVI ст.
- Жоржі Діаш — португальська етнолог та антрополог.
- Альберту Іріа — історик.
- Луїш де Камойнш — національний поет Португалії.
- Антеро де Кентал — письменник.
- Орланду Мендіш - мозамбіцький письменник і вчений-біолог.
- Фернанду Намора — письменник.
- Антоніу Нобре — письменник.
- Сідоніу Пайш (Сідону Пайш) — прем'єр-міністр та президент Португалії в 1917—1918 роках.
- Карлуш Мота Пінту — прем'єр-міністр Португалії в 1978—1979 роках.
- Педру Нуніш — математик XVI ст.
- Антоніу де Олівейра Салазар — голова Ради міністрів Португалії в 1932—1968 роках, диктатор.
- Педро де Соуза Гольштейн де Палмела — прем'єр-міністр Португалії в 1834—1835, 1842 і 1846 роках.
- Антоніо Еґаш Моніш — лікар, лауреат Нобелівської премії з фізіології або медицини (1949).
- Мігел Торга — письменник.
- Христофор Клавій — німецький математик і астроном; по суті автор Григоріанського календаря.

Членом Коїмбрської Академії наук був французький математик Луї-Бенжамен Франкер.